# Юрьев, Валерий Николаевич
Юрьев Валерий Николаевич (родился 19 сентября 1957 года в Мариуполе УССР) — гвардии полковник ВДВ ВС РФ, заместитель командира 45-го отдельного гвардейского разведывательного полка, председатель центрального правления «Союза десантников России».

## Биография

### Воинская служба
Родился 19 сентября 1957 года в Мариуполе. В школе занимался боксом, вольной борьбой, плаванием и волейболом, играл за юношескую футбольную команду города Жданов; мечтал работать в уголовном розыске, пока не прочитал книгу заместителя командующего ВДВ генерал-лейтенанта И.И. Лисова «Вертикальный охват». Окончил Рязанское высшее воздушно-десантное командное училище в 1978 году (4-й взвод, 6-я рота), однако из-за неудовлетворительной характеристики «склонен к подрыву авторитета командира, требует особого внимания со стороны старших начальников» был лишён права выбирать дивизию для службы. Службу начинал в Болграде, в 217-м парашютно-десантном полку 98-й воздушно-десантной дивизии, где долгое время царила «дедовщина», ликвидированная после прихода Юрьева в состав роты.
Юрьев служил в разведывательных частях воздушно-десантных войск, а также в Главном разведывательном управлении Генерального штаба. Участвовал в Афганской войне в 1983—1985 годах, занимая должности командира взвода и роты разведки (командовал ротой разведки 350-го гвардейского парашютно-десантного полка), позже был начальником штаба и командиром парашютно-десантного батальона, начальником штаба парашютно-десантного полка. На протяжении двух лет в Афганистане именно рота Юрьева добивалась значительных успехов в боях. В апреле 1984 года рота Юрьева участвовала в очередной зачистке Панджшерского ущелья, безуспешно пытаясь схватить лидера панджерских таджиков Ахмад Шаха Масуда. В мае 1985 года в провинции Кунар недалеко от пакистанской границы рота Юрьева захватила целый отряд душманов, в составе которого воевал пакистанский инструктор по прозвищу «Алмаз» — высокопоставленный «смотрящий» у моджахедов. Ожидалось, что за поимку «Алмаза» живым солдат представят к наградам, однако начальник штаба батальона афганской 30-й бригады коммандос, который был придан разведроте на эти боевые действия, расстрелял «Алмаза» якобы за попытку к бегству. Афганистан покинул 1 декабря 1985 года.
Позже Юрьев в составе миротворческих контингентов служил в Нагорном Карабахе и в Боснии и Герцеговине (в последнем случае — в качестве заместителя командира миротворческой бригады). В годы Первой чеченской войны он нёс службу до 26 декабря 1994 года, когда отправился в плановый отпуск, однако 2 января 1995 года снова был вызван на службу в связи с большими потерями полка, расквартированного в Моздоке. Окончил с отличием Военную академию имени М.В. Фрунзе. Первый заместитель командира 45-го отдельного гвардейского разведывательного полка ВДВ в период боевых действий в Дагестане и во Второй чеченской войне; позже преподаватель Военно-дипломатической академии.

### Награды
Награждён двумя орденами Красной Звезды (за боевые заслуги в Афганистане), двумя орденами Мужества (за боевые заслуги во время Первой и Второй Чеченских кампаний), орденом «За военные заслуги» (за добросовестное выполнение миротворческих задач), орденом Почёта (за активную и плодотворную общественную работу), медалью «За боевые заслуги» и другими медалями, а также негосударственными наградами.

### После отставки
После отставки занял пост председателя центрального правления Союза десантников России — крупнейшей ветеранской организации Воздушно-десантных войск РФ, участвовал в ряде конференций, патриотических акций и памятных мероприятий. В сентябре 2019 года избран заместителем руководителя Союза десантников России (председатель — Валерий Востротин).
Семья: Жена — Галина, дети — Александр и Елена.

### Общественная позиция
В 2020 году Юрьев осудил ежегодную традицию купания десантников в фонтанах в день ВДВ, заявив, что эта традиция никакого отношения к празднованию Дня десантника не имеет; в то же время он заступился за десантников, устроивших в тот день драку с росгвардейцами в Москве.
В 2021 году поддержал идею восстановления памятника Феликсу Дзержинскому на Лубянской площади.